# Маленькие негодяи (фильм)
«Маленькие негодяи» (англ. The Little Rascals) — кинофильм Пенелопы Сфирис.

## Сюжет
Альфальфа состоит в клубе женоненавистников, организованном в его школе. Президентом клуба является Спанки — его лучший друг. Альфальфе угораздило влюбиться в красотку Дарлу, и теперь члены клуба должны позаботиться о соблюдении строгих принципов организации: они должны разлучить Альфальфу и Дарлу. Проблема ещё в том, что Альфальфа выбран водителем в предстоящем гоночном турнире, с которым тоже множество забот: перед соревнованиями гоночную машину клуба похищают.

## В ролях
| Актёр             | Роль             |
| ----------------- | ---------------- |
| Тревис Тедфорд    | Спанки           |
| Кевин Джамал Вудс | Стими            |
| Джордан Варкол    | Фрогги           |
| Захари Мэбри      | Порки            |
| Росс Бэгли        | Бакхед           |
| Дональд Трамп     | Отец Вальдо      |
| Мел Брукс         | Банковский клерк |